# 伊爾斯特河
53°01′29″N 10°05′07″E / 53.0247°N 10.085145°E

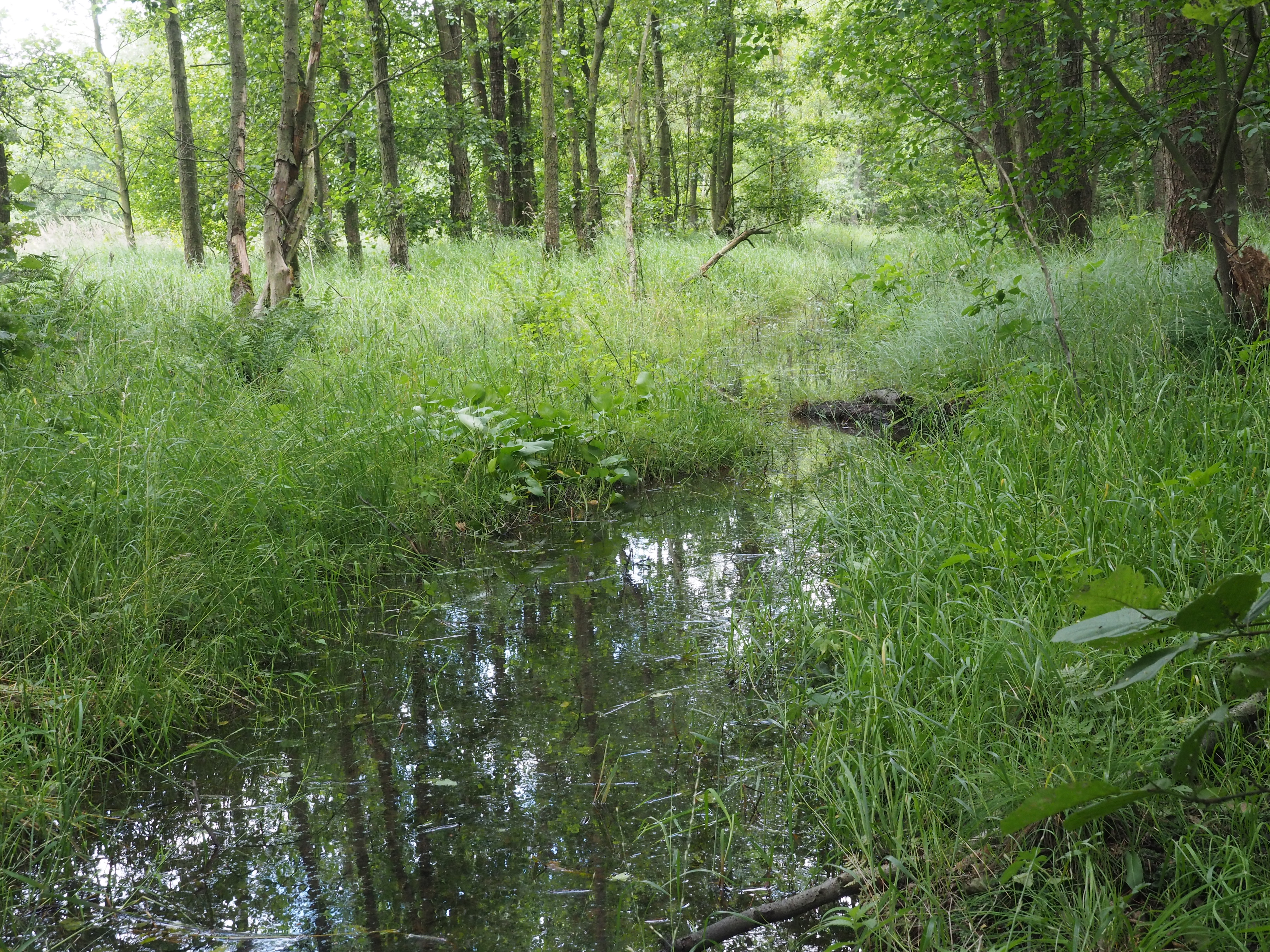
伊爾斯特河

伊爾斯特河（德語：Ilster），是德國的河流，位於該國西北部，由下薩克森州負責管轄，屬於厄爾策河的支流，處於蒙斯特，河道全長5公里，最大寬度2米。